# Château de Chatignoux
Le château de Chatignoux est un édifice situé à Murat, en France.

## Localisation
Le château est situé sur le territoire de la commune de Murat, dans le département de l'Allier, en région Auvergne-Rhône-Alpes.

## Description
Le château est construit selon un plan carré, avec au centre de la façade principale une tourelle d'escalier octogonale. À l'intérieur, chaque niveau comporte quatre pièces symétriques par rapport à l'axe transversal du bâtiment. Les abords du château comprennent des douves, des terrasses et des jardins.

## Historique
Le château date du XVe siècle, avec plusieurs remaniements au XVIIe siècle et des interventions, notamment à l'intérieur, au XIXe siècle.
L'édifice est inscrit au titre des monuments historiques en 2010
.